# Матчи сборной Москвы по футболу (1924)
Сезон 1924 года стал 18-м в истории сборной Москвы по футболу.
В нем сборная провела 11 официальных матчей (6 соревновательных Чемпионата РСФСР 1924, 4 товарищеских междугородних со сборными городов Одессы, Киева, Ленинграда и Харькова и 1 международный со сборной Турции), а также 11 неофициальных (в том числе 5 международных: против «рабочих» команд Финляндии, Норвегии и Германии, а также матч II сборной Москвы против Турции).

## Классификация матчей
По установившейся в отечественной футбольной истории традиции официальными принято считать матчи первой сборной с эквивалентным по статусу соперником (сборные городов, а также регионов и республик); матчи с клубами Москвы и других городов составляют отдельную категорию матчей.
Международные матчи также разделяются на две категории: матчи с соперниками топ-уровня (в составах которых выступали футболисты, входящие в национальные сборные либо выступающие в чемпионатах (лигах) высшего соревновательного уровня своих стран — как профессионалы, так и любители) и (начиная с 1920-х годов) международные матчи с так называемыми «рабочими» командами (состоявшими, как правило, из любителей невысокого уровня).

## Статистика сезона
| 1924             |                                       |      |
| Н (1)            | Москва — МСПО                         | 1:0  |
| С 17             | Москва — Иваново-Вознесенск           | 7:0  |
| МГ 23            | Москва — Одесса                       | 5:2  |
| Н (2)            | Москва — «Красная Пресня»             | 2:4  |
| Н (3)            | Москва — «Штурм» Харьков              | 1:1  |
| Н (4)            | Москва — ТУЛ Финляндия                | 3:1  |
| МГ 24            | Москва — Киев                         | 8:0  |
| С 18             | Москва — Калуга                       | 10:0 |
| С 19             | Москва — Ростов-на-Дону               | 4:2  |
| С 20             | Москва — Казань                       | 5:1  |
| Н (5)            | Москва — Норвегия (раб)               | 9:0  |
| С 21             | Москва — Ленинград                    | 4:4  |
| Н (6)            | Москва — «Выборгский район» Ленинград | 1:2  |
| С 22             | Москва — Ленинград                    | 0:1  |
| МГ 25            | Москва — Харьков                      | 1:2  |
| Н (7)            | Москва — «Выборгский район» Ленинград | 5:1  |
| Н (8)            | Москва-II — Харьков-II                | 3:0  |
| Н (9)            | Москва — «Везер» Бремен               | 8:1  |
| Н (10)           | Москва-II — «Везер» Бремен            | 1:0  |
| МГ 26            | Москва — Ленинград                    | 2:1  |
| Н (11)           | Москва-II — Турция                    | 1:3  |
| МН 21            | Москва — Турция                       | 2:0  |
| Итого            |                                       |      |
| И В Н П М        |                                       |      |
| 11 8 1 2 48 − 13 |                                       |      |
| 11 7 1 3 35 − 13 |                                       |      |

## Официальные матчи

### 59. Москва — Иваново-Вознесенск — 7:0
Соревновательный матч 17 — Чемпионат РСФСР 1924, отборочный этап, 1/4 финала (отчет ).

| Москва | 7:0 | Иваново-Вознесенск |
| ------ | --- | ------------------ |
|        |     |                    |

| Игрок                 | Клуб |  | Вышел на замену | Гол  |
| --------------------- | ---- |  | --------------- | ---- |
| Шимкунас, Франц       | ОППВ |  | 4               | (-3) |
|                       |      |  |                 |      |
| Сысоев, Сергей        | ОППВ |  | 19              | 3    |
| Исаев, Михаил         | ОППВ |  | 3               |      |
|                       |      |  |                 |      |
| Лебедев, Павел        | ОППВ |  | 1               |      |
| Ратов, Владимир       | ОППВ |  | 8               | 1    |
| Никишин, Евгений      | ОППВ |  | 1               |      |
|                       |      |  |                 |      |
| Дубинин, Борис        | ОППВ |  | 1               |      |
| Савостьянов, Павел    | ОППВ |  | 2               | 1    |
| Тюльпанов, Константин | ОППВ |  | 1               |      |
| Чесноков, Сергей      | ОППВ |  | 2               |      |
| Жибоедов, Константин  | ОППВ |  | 5               | 3    |

| Иваново-Вознесенск |  |
| ------------------ |  |
| ?                  |  |
|                    |  |
| ?                  |  |
| ?                  |  |
|                    |  |
| ?                  |  |
| ?                  |  |
| ?                  |  |
|                    |  |
| ?                  |  |
| ?                  |  |
| ?                  |  |
| ?                  |  |
| ?                  |  |

### 60. Москва — Одесса — 5:2
Междугородний товарищеский матч 23 (отчет ).

| Москва                                        | 5:2 | Одесса                            |
| --------------------------------------------- | --- | --------------------------------- |
| - ? 49′ - Селин 51′ - ? 61′ - ? 4:2′ - ? 5:2′ |     | - 23′ Злочевский - 69′ (пен.) Жук |

| Игрок             | Клуб              |                                 | Вышел на замену | Гол   |
| ----------------- | ----------------- | ------------------------------- | --------------- | ----- |
| Соколов, Николай  | МСФК              | Серебряный гол · Серебряный гол | 12              | (-10) |
|                   |                   |                                 |                 |       |
| Сысоев, Сергей    | ОППВ              |                                 | 20              | 3     |
| Андреев, Вячеслав | «Красное Орехово» |                                 | 5               |       |
|                   |                   |                                 |                 |       |
| Ратов, Владимир   | ОППВ              |                                 | 9               | 1     |
| Бухтеев, Сергей   | МСФК              |                                 | 13              | 2     |
| Ноготков, Павел   | МСФК              |                                 | 14              | 2     |
|                   |                   |                                 |                 |       |
| Григорьев, Тарас  | МСФК              |                                 | 7               | 4     |
| Исаков, Петр      | «Красная Пресня»  |                                 | 6               | 5     |
| Селин, Фёдор      | МСФК              | Гол                             | 12              | 21    |
| Канунников, Павел | «Красная Пресня»  |                                 | 11              | 19    |
| Холин, Александр  | МСФК              |                                 | 5               | 1     |

| Одесса     |     |
| ---------- | --- |
| Дуров      |     |
|            |     |
| Жук        | Гол |
| Котов      |     |
|            |     |
| Осипенко   |     |
| Шнейдер    |     |
| Кособуцкий |     |
|            |     |
| Коген      |     |
| Коваль     |     |
| Зимкевич   |     |
| Злочевский | Гол |
| Прокофьев  |     |

### 61. Москва — Киев — 8:0
Междугородний товарищеский матч 24

| Москва | 8:0 | Киев |
| ------ | --- | ---- |
|        |     |      |

### 62. Москва — Калуга — 10:0
Соревновательный матч 18 — Чемпионат РСФСР 1924, отборочный этап, финал (отчет ).

| Москва | 10:0 | Калуга |
| ------ | ---- | ------ |
|        |      |        |

| Игрок                | Клуб                 |  | Вышел на замену | Гол  |
| -------------------- | -------------------- |  | --------------- | ---- |
| Баклашев, Борис      | «Красная Пресня»     |  | 6               | (-4) |
|                      |                      |  |                 |      |
| Петров, Александр    | «Красные Сокольники» |  | 10              | 5    |
| Исаев, Михаил        | ОППВ                 |  | 4               |      |
|                      |                      |  |                 |      |
| Ратов, Владимир      | ОППВ                 |  | 10              | 1    |
| Григорьев, Тарас     | МСФК                 |  | 8               | 4    |
| Овечкин, Иван        | «Динамо»             |  | 3               |      |
|                      |                      |  |                 |      |
| Старостин, Николай   | «Красная Пресня»     |  | 5               | 8    |
| Загрядсков, Михаил   | МСПО                 |  | 2               |      |
| Чеснов, Николай      | МСПО                 |  | 1               |      |
| Дементьев, Борис     | МСПО                 |  | 1               |      |
| Жибоедов, Константин | ОППВ                 |  | 6               | 3    |

| Калуга |  |
| ------ |  |
| ?      |  |
|        |  |
| ?      |  |
| ?      |  |
|        |  |
| ?      |  |
| ?      |  |
| ?      |  |
|        |  |
| ?      |  |
| ?      |  |
| ?      |  |
| ?      |  |
| ?      |  |

### 63. Москва — Ростов-на-Дону — 4:2
Соревновательный матч 19 — Чемпионат РСФСР 1924, 1/4 финала (отчет ).

| Москва | 4:2 | Ростов-на-Дону |
| ------ | --- | -------------- |
|        |     |                |

| Игрок               | Клуб                 |                                 | Вышел на замену | Гол  |
| ------------------- | -------------------- | ------------------------------- | --------------- | ---- |
| Ларионов, Евгений   | ОППВ                 | Серебряный гол · Серебряный гол | 1               | (-2) |
|                     |                      |                                 |                 |      |
| Петров, Александр   | «Красные Сокольники» |                                 | 11              | 5    |
| Исаев, Михаил       | ОППВ                 |                                 | 5               |      |
|                     |                      |                                 |                 |      |
| Малахов, Казимир    | МСФК                 |                                 | 7               |      |
| Блинков, Константин | «Красная Пресня»     |                                 | 10              | 3    |
| Овечкин, Иван       | «Динамо»             |                                 | 4               |      |
|                     |                      |                                 |                 |      |
| Григорьев, Тарас    | МСФК                 |                                 | 9               | 4    |
| Загрядсков, Михаил  | МСПО                 |                                 | 3               |      |
| Чеснов, Николай     | МСПО                 |                                 | 2               |      |
| Троицкий, Сергей    | МСФК                 |                                 | 10              | 5    |
| Шапошников, Алексей | «Красное Орехово»    |                                 | 12              | 8    |

| Ростов-на-Дону |  |
| -------------- |  |
| Н.Фесенко      |  |
|                |  |
| Букатин        |  |
| Сафьянопуло    |  |
|                |  |
| В.Жеромский    |  |
| Мельничук      |  |
| Шумаков        |  |
|                |  |
| И.Фесенко      |  |
| Полторацкий    |  |
| Корнильев      |  |
| Подмарков      |  |
| Гончаров       |  |

### 64. Москва — Казань — 5:1
Соревновательный матч 20 — Чемпионат РСФСР 1924, 1/2 финала (отчет ).

| Москва         | 5:1 | Казань          |
| -------------- | --- | --------------- |
| - Сандлори 73′ |     | - 20′ Миронычев |

| Игрок                | Клуб                 |                             | Вышел на замену | Гол  |
| -------------------- | -------------------- | --------------------------- | --------------- | ---- |
| Ларионов, Евгений    | ОППВ                 | Серебряный гол              | 2               | (-3) |
|                      |                      |                             |                 |      |
| Сысоев, Сергей       | ОППВ                 |                             | 21              | 3    |
| Исаев, Михаил        | ОППВ                 |                             | 6               |      |
|                      |                      |                             |                 |      |
| Малахов, Казимир     | МСФК                 |                             | 8               |      |
| Троицкий, Сергей     | МСФК                 |                             | 11              | 5    |
| Пахомов, Константин  | ОППВ                 |                             | 1               |      |
|                      |                      |                             |                 |      |
| Шумель, Сергей       | «Красные Сокольники» |                             | 1               |      |
| Троицкий, Николай    | МСФК                 |                             | 9               | 4    |
| Мартынов, М.         | ОППВ                 |                             | 1               |      |
| Сандлори, Лазарь     | МСФК                 | Гол · Гол · Гол · Гол · Гол | 1               | 5    |
| Жибоедов, Константин | ОППВ                 |                             | 7               | 3    |

| Казань       |     |
| ------------ | --- |
| Жабин        |     |
|              |     |
| В.Николаев   |     |
| Бабинцев     |     |
|              |     |
| Зенин        |     |
| А.Феоктистов |     |
| А.Борисов    |     |
|              |     |
| П.Гусев      |     |
| Зиновьев     |     |
| Е.Попов      |     |
| Миронычев    | Гол |
| Сапожников   |     |

### 65. Москва — Ленинград — 4:4
Соревновательный матч 21 — Чемпионат РСФСР 1924, финал (отчет  ).

| Москва                                                    | 4:4 (от) | Ленинград                                                         |
| --------------------------------------------------------- | -------- | ----------------------------------------------------------------- |
| - Н.Старостин 1:1′ 80′ - П.Артемьев 2:1′ - К.Блинков 3:3′ |          | - 0:1′ Антипов - 30′ (пен.) 31′ (пен.) Э.Эммерих - 3:4′ М.Бутусов |

| Игрок                | Клуб             |                                                                   | Вышел на замену | Гол   |
| -------------------- | ---------------- | ----------------------------------------------------------------- | --------------- | ----- |
| Соколов, Николай     | МСФК             | Серебряный гол · Серебряный гол · Серебряный гол · Серебряный гол | 13              | (-14) |
|                      |                  |                                                                   |                 |       |
| Рущинский, Михаил    | МСФК             |                                                                   | 5               |       |
| Кузнецов, Всеволод   | МСФК             |                                                                   | 2               |       |
|                      |                  |                                                                   |                 |       |
| Малахов, Казимир     | МСФК             |                                                                   | 9               |       |
| Блинков, Константин  | «Красная Пресня» | Гол                                                               | 11              | 4     |
| Троицкий, Сергей     | МСФК             |                                                                   | 12              | 5     |
|                      |                  |                                                                   |                 |       |
| Старостин, Николай   | «Красная Пресня» | Гол · Гол                                                         | 6               | 10    |
| Селин, Фёдор         | МСФК             |                                                                   | 13              | 21    |
| Исаков, Петр         | «Красная Пресня» |                                                                   | 7               | 5     |
| Артемьев, Пётр       | «Красная Пресня» | Гол                                                               | 2               | 1     |
| Жибоедов, Константин | ОППВ             |                                                                   | 8               | 3     |

| Ленинград   |           |
| ----------- | --------- |
| Полежаев    |           |
|             |           |
| Э.Эммерих   | Гол · Гол |
| Ежов        |           |
|             |           |
| П.Филиппов  |           |
| Батырев     |           |
| Карнеев     |           |
|             |           |
| П.Григорьев |           |
| М.Бутусов   | Гол       |
| А.Соколов   |           |
| Антипов     | Гол       |
| А.Штукин    |           |

|  |  |

### 66. Москва — Ленинград — 0:1
Соревновательный матч 22 — Чемпионат РСФСР 1924, переигровка финала (отчет ).

| Москва | 0:1 | Ленинград         |
| ------ | --- | ----------------- |
|        |     | - 39′ П.Григорьев |

| Игрок               | Клуб             |                | Вышел на замену | Гол  |
| ------------------- | ---------------- | -------------- | --------------- | ---- |
| Баклашев, Борис     | «Красная Пресня» | Серебряный гол | 7               | (-5) |
|                     |                  |                |                 |      |
| Рущинский, Михаил   | МСФК             |                | 6               |      |
| Кузнецов, Всеволод  | МСФК             |                | 3               |      |
|                     |                  |                |                 |      |
| Ратов, Владимир     | ОППВ             |                | 11              | 1    |
| Блинков, Константин | «Красная Пресня» |                | 12              | 4    |
| Ноготков, Павел     | МСФК             |                | 15              | 2    |
|                     |                  |                |                 |      |
| Старостин, Николай  | «Красная Пресня» |                | 7               | 10   |
| Артемьев, Пётр      | «Красная Пресня» |                | 3               | 1    |
| Селин, Фёдор        | МСФК             |                | 14              | 21   |
| Исаков, Петр        | «Красная Пресня» |                | 8               | 5    |
| Холин, Александр    | МСФК             |                | 6               | 1    |

| Ленинград   |     |
| ----------- | --- |
| Полежаев    |     |
|             |     |
| Э.Эммерих   |     |
| Ежов        |     |
|             |     |
| П.Филиппов  |     |
| Батырев     |     |
| Карнеев     |     |
|             |     |
| П.Григорьев | Гол |
| М.Бутусов   |     |
| А.Соколов   |     |
| Антипов     |     |
| А.Богданов  |     |

### 67. Москва — Харьков — 1:2
Междугородний товарищеский матч 25 (отчет ).

| Москва      | 1:2 | Харьков                            |
| ----------- | --- | ---------------------------------- |
| - Холин 15′ |     | - 67′ (пен.) В.Фомин - 82′ Казаков |

| Игрок              | Клуб             |                                 | Вышел на замену | Гол   |
| ------------------ | ---------------- | ------------------------------- | --------------- | ----- |
| Соколов, Николай   | МСФК             | Серебряный гол · Серебряный гол | 14              | (-16) |
|                    |                  |                                 |                 |       |
| Рущинский, Михаил  | МСФК             |                                 | 7               |       |
| Лапшин, Василий    | МСФК             |                                 | 1               |       |
|                    |                  |                                 |                 |       |
| Ратов, Владимир    | ОППВ             |                                 | 12              | 1     |
| Селин, Фёдор       | МСФК             |                                 | 15              | 21    |
| Малахов, Казимир   | МСФК             |                                 | 10              |       |
|                    |                  |                                 |                 |       |
| Старостин, Николай | «Красная Пресня» |                                 | 8               | 10    |
| Троицкий, Николай  | МСФК             |                                 | 10              | 4     |
| Исаков, Петр       | «Красная Пресня» |                                 | 9               | 5     |
| Артемьев, Пётр     | «Красная Пресня» |                                 | 4               | 1     |
| Холин, Александр   | МСФК             | Гол                             | 7               | 2     |

| Харьков  |     |
| -------- | --- |
| Норов    |     |
|          |     |
| Грушин   |     |
| К.Фомин  |     |
|          |     |
| Капустин |     |
| В.Фомин  | Гол |
| Привалов |     |
|          |     |
| Губарев  |     |
| Натаров  |     |
| Алферов  |     |
| Бем      |     |
| Казаков  | Гол |

### 68. Москва — Ленинград — 2:1
Междугородний товарищеский матч 26 (отчет ).

| Москва                        | 2:1 | Ленинград     |
| ----------------------------- | --- | ------------- |
| - Исаков 20′ - Шапошников 80′ |     | - 57′ Карнеев |

| Игрок               | Клуб              |                | Вышел на замену | Гол  |
| ------------------- | ----------------- | -------------- | --------------- | ---- |
| Трофимов, В.        | МСФК              | Серебряный гол | 1               | (-1) |
|                     |                   |                |                 |      |
| Блинков, Константин | «Красная Пресня»  |                | 13              | 4    |
| Андреев, Вячеслав   | «Красное Орехово» |                | 6               |      |
|                     |                   |                |                 |      |
| Ратов, Владимир     | ОППВ              |                | 13              | 1    |
| Селин, Фёдор        | МСФК              |                | 16              | 21   |
| Малахов, Казимир    | МСФК              |                | 11              |      |
|                     |                   |                |                 |      |
| Старостин, Николай  | «Красная Пресня»  |                | 9               | 10   |
| Сушков, Михаил      | МСФК              |                | 1               |      |
| Исаков, Петр        | «Красная Пресня»  | Гол            | 10              | 6    |
| Троицкий, Сергей    | МСФК              |                | 13              | 5    |
| Шапошников, Алексей | «Красное Орехово» | Гол            | 13              | 9    |

| Ленинград   |     |
| ----------- | --- |
| Полежаев    |     |
|             |     |
| Рузанов     |     |
| Ежов        |     |
|             |     |
| Гуськов     |     |
| Батырев     |     |
| Дембо       |     |
|             |     |
| П.Григорьев |     |
| Варфоломеев |     |
| Карнеев     | Гол |
| Антипов     |     |
| Климанов    |     |

### 69. Москва — Турция — 2:0
Международный товарищеский матч 21 (отчет ).

| Москва           | 2:0 | Турция |
| ---------------- | --- | ------ |
| - Исаков 70′ 82′ |     |        |

| Игрок               | Клуб              |           | Вышел на замену | Гол  |
| ------------------- | ----------------- | --------- | --------------- | ---- |
| Баклашев, Борис     | «Красная Пресня»  |           | 8               | (-5) |
|                     |                   |           |                 |      |
| Рущинский, Михаил   | МСФК              |           | 8               |      |
| Лапшин, Василий     | МСФК              |           | 2               |      |
|                     |                   |           |                 |      |
| Ратов, Владимир     | ОППВ              |           | 14              | 1    |
| Селин, Фёдор        | МСФК              |           | 17              | 21   |
| Малахов, Казимир    | МСФК              |           | 12              |      |
|                     |                   |           |                 |      |
| Старостин, Николай  | «Красная Пресня»  |           | 10              | 10   |
| Артемьев, Пётр      | «Красная Пресня»  |           | 5               | 1    |
| Исаков, Петр        | «Красная Пресня»  | Гол · Гол | 11              | 8    |
| Троицкий, Сергей    | МСФК              |           | 14              | 5    |
| Шапошников, Алексей | «Красное Орехово» |           | 14              | 9    |

| Турция         |  |
| -------------- |  |
| Ульви          |  |
|                |  |
| Али Генчай     |  |
| Рефик          |  |
|                |  |
| Сади II        |  |
| Нихат          |  |
| Айри           |  |
|                |  |
| Мехмет Леблеби |  |
| Мехмет Назиф   |  |
| Сади I Чебан   |  |
| Латиф          |  |
| Мустли         |  |

## Неофициальные матчи
1. Товарищеский матч 
| Москва       | 1:0 | МСПО |
| ------------ | --- | ---- |
| - Исаков 30′ |     |      |

| Москва: Н.Соколов - С.Сысоев, В.Андреев - В.Ратов, Бухтеев, Ноготков - Б.Дубинин, Селин, Исаков, Канунников, Холин МСПО: Додонов - И.Хрусталев, Бункин - В.Григорьев, Н.Артемов, И.Козлов - И.Загрядсков, М.Загрядсков, Б.Дементьев, Чеснов, ? |

2. Традиционный матч-турнир «чемпион - сборная Москвы» Чемпионата Москвы 1924 (весна) .
| Москва                            | 2:4 | «Красная Пресня»                                      |
| --------------------------------- | --- | ----------------------------------------------------- |
| - Исаков 57′ - П.Савостьянов 3:2′ |     | - 25′ 35′ П.Артемьев - ? 3:1′ - 4:2′ (пен.) К.Блинков |

| Москва: Н.Соколов - С.Сысоев, Ноготков - В.Ратов, С.Троицкий, Малахов - Т.Григорьев, Исаков, Селин, П.Савостьянов, Холин Красная Пресня: Баклашев - ... И.Мошаров, Н.Старостин, П.Артемьев, Виноградов, К.Блинков, ... |

3. Товарищеский междугородний матч 
| Москва | 1:1 | «Штурм» Харьков |
| ------ | --- | --------------- |
|        |     |                 |

| Москва: Н.Соколов - С.Сысоев, В.Андреев - В.Ратов, Селин, Ноготков - Н.Старостин, П.Артемьев, Исаков, Канунников, Холин |

4. Международный матч с «рабочей» сборной Финляндии (ТУЛ) 
| Москва                                    | 3:1 | Финляндия (раб) |
| ----------------------------------------- | --- | --------------- |
| - Канунников 20′ - Жибоедов - Н.Старостин |     |                 |

| Москва: Н.Соколов - Рущинский, И.Иванов - В.Ратов, Бухтеев, Ноготков - Н.Старостин, Селин, Исаков, Канунников, Жибоедов |

5. Международный матч с «рабочей» сборной Норвегии 
| Москва                                | 9:0 | Норвегия (раб) |
| ------------------------------------- | --- | -------------- |
| - П.Артемьев 8′ - Канунников - Исаков |     |                |

| Москва: Н.Соколов - Рущинский, Вс.Кузнецов - Малахов, Селин, Ноготков - Н.Старостин, П.Артемьев, Исаков, Канунников, Холин |

6. Товарищеский междугородний матч 
| Москва      | 1:2 | «Спартак» Выборгский район |
| ----------- | --- | -------------------------- |
| - Селин 10′ |     | - 25′ 35′ М.Бутусов        |

| Москва: Баклашёв - П.Попов, Вс.Кузнецов - Малахов, К.Блинков, С.Троицкий - Н.Старостин, Селин, Исаков, П.Артемьев, Жибоедов «Спартак» Выборгский район: Гусев - Константинов, С.Иванов - Федюшин, Кононов, П.Бутусов - В.Бутусов, М.Бутусов, А.Соколов, Судаков, Г.Смирнов |

7. Товарищеский междугородний матч-реванш 
| Москва                         | 5:1 | «Спартак» Выборгский район Ленинград |
| ------------------------------ | --- | ------------------------------------ |
| - Чеснов - П.Артемьев - Исаков |     |                                      |

| Москва: Баклашев - В.Андреев, Ленчиков - Мошаров, К.Блинков, В.Григорьев - Н.Старостин, Чеснов, Исаков, П.Артемьев, Шапошников |

8. Товарищеский междугородний матч 
| Москва (II)              | 3:0 | Харьков (II) |
| ------------------------ | --- | ------------ |
| - Чеснов - К.Блинков 53′ |     |              |

| Москва (II): Чулков - Хайдин, П.Попов - Мошаров, К.Бликов, В.Григорьев - Т.Григорьев, Чеснов, М.Загрядсков, С.Троицкий, Холин Харьков (II): Иоселевич - Винников, Макеев - Ус, Бражнин, Бизуев - Левин, Шпаковский, Мищенко, Бем, Бизуев |

9. Международный матч с «рабочей» командой Германии 
| Москва                            | 8:1 | «Везер» Бремен |
| --------------------------------- | --- | -------------- |
| - Исаков 18′ - Селин - П.Артемьев |     |                |

| Москва: Баклашев - Рущинский, М.Исаев - В.Ратов, Бухтеев, Малахов - Н.Старостин, Селин, Исаков, П.Артемьев, С.Троицкий |

10. Международный матч с «рабочей» командой Германии 
| Москва (II) | 1:0 | «Везер» Бремен |
| ----------- | --- | -------------- |
|             |     |                |

11. Международный матч II сборной со сборной Турции 
| Москва (II)       | 1:3 | Турция                                       |
| ----------------- | --- | -------------------------------------------- |
| - Н.Троицкий 1:1′ |     | - 0:1′ 1:2′ Мехмет Назиф - 1:3′ (пен.) Рефик |

| Москва (II): Чулков - К.Блинков, В.Лапшин - Мошаров, Бухтеев, Леута - Т.Григорьев, Н.Троицкий, М.Сушков, Хлебин, Холин Турция: Недим - Али Генчай, Рефик - Кемаль, Нихат, Хайри - Мехмет Леблеби, Мехмет Назиф, Сади Чебан, Латиф, Мустли |